# ایندیپندنس (اوهایو)
ایندیپندنس(به انگلیسی: Independence) شهری در ایالت اوهایو کشور ایالات متحده آمریکا است که جمعیت آن در سرشماری سال ۲۰۱۰ میلادی، ۷٬۱۳۳ نفر بوده‌است.